# Estadio Chengdu Longquanyi
El Estadio Chengdu Longquanyi (en inglés: Chengdu Longquanyi Football Stadium; en chino 成都龙泉驿足球场), también conocido como Estadio Sichuan Longquanyi, es un estadio multiusos que se encuentra en Chengdu (China). Se utiliza sobre todo para disputar partidos de fútbol. Fue inaugurado en 2004 y tiene una capacidad de 27 000 personas.

## Historia
Fue inaugurado en 2004 para formar parte de los cuatro estadios elegidos para albergar partidos de la Copa Asiática. En este campo se disputaron siete encuentros de ese torneo.